# Associação Atlética Votuporanguense
A Associação Atlética Votuporanguense foi um clube de futebol originário da cidade de Votuporanga. Fundado em 23 de Dezembro de 1956, a equipe participou do Campeonato Paulista de Futebol em 36 oportunidades durante o seu período de atividade, porém nunca teve grande sucesso. Utilizava as cores branca e preta. Foi extinto primeiramente em 1996, após falta de recursos financeiros. 
Em 2000 o clube voltou a jogar as competições Profissionais, mais o clube novamente encerrou as atividades após fazer uma campanha desastrosa terminando na ultima posição de seu grupo na Série B2 (Atual Campeonato Paulista de Futebol - Segunda Divisão).

## Estádio
A AAV (Associação Atlética Votuporanguense)  mandava os seus jogos no antigo Estádio Plínio Marin, que posteriormente foi demolido.

## Títulos
| Competição                     | Títulos | Temporadas |
| ------------------------------ | ------- | ---------- |
| Campeonato Paulista - Série A3 | 1       | 1978       |
| Campeonato Paulista - Série A4 | 1       | 1960       |